# Mission: Impossible – Fallout
Mission: Impossible – Fallout – amerykański film sensacyjny z 2018 roku, w reżyserii Christophera McQuarriego. Jest to szósty film z serii Mission: Impossible.

## Obsada
- Tom Cruise jako Ethan Hunt
- Henry Cavill jako August Walker
- Ving Rhames jako Luther Stickell

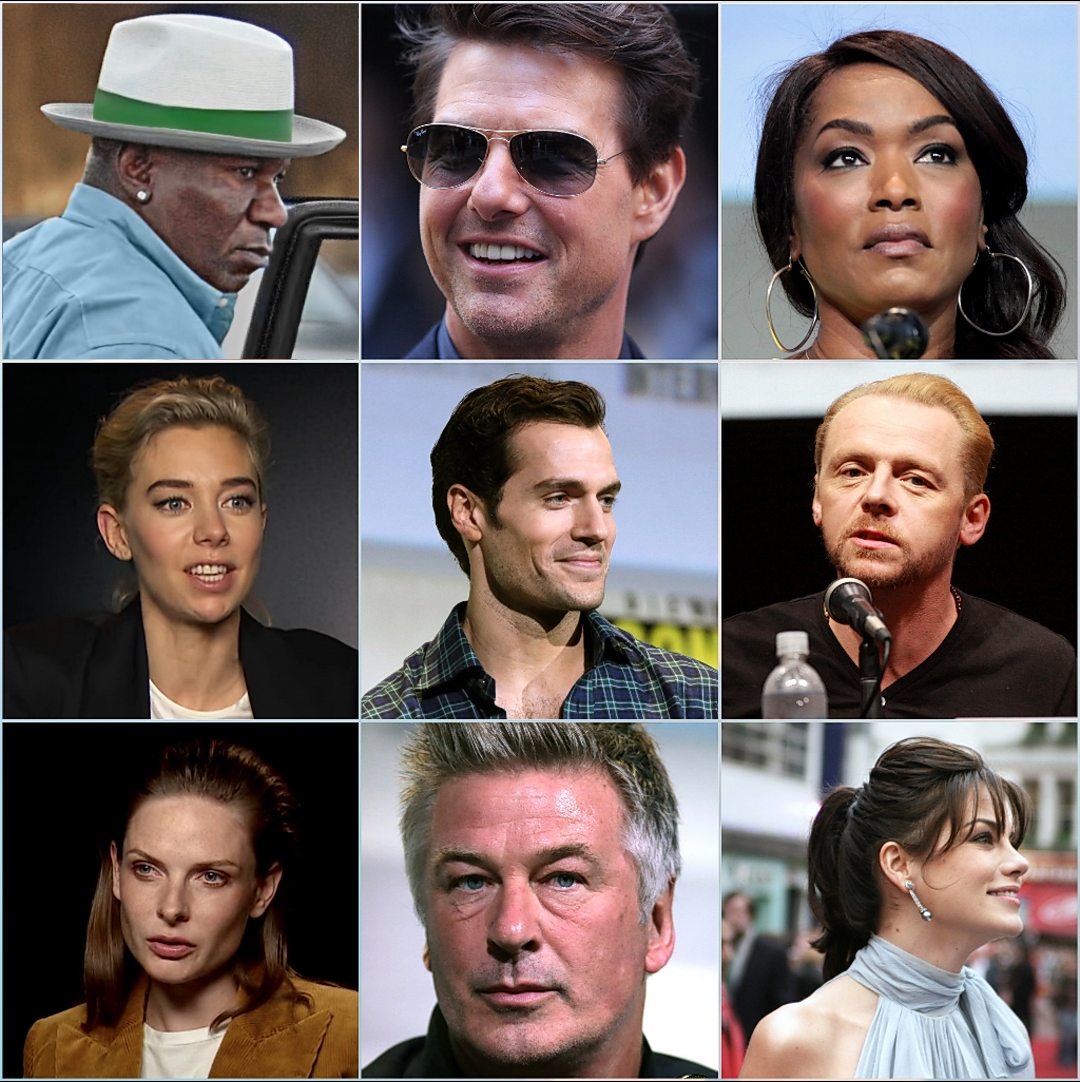
Obsada filmu

- Simon Pegg jako Benjamin Dunn („Benji”)
- Rebecca Ferguson jako Ilsa Faust
- Sean Harris jako Solomon Lane i jako Benji w masce Solomona Lane'a
- Angela Bassett jako Erica Sloan
- Michelle Monaghan jako Julia Meade-Hunt
- Alec Baldwin jako Alan Hunley
- Vanessa Kirby jako White Widow
- Wes Bentley jako Eric
- Frederick Schmidt jako Zola
- Kristoffer Joner jako Nils Delbruuk

## Produkcja
W maju 2015 internetowy serwis The Tracking Board poinformował, że wytwórnia Paramount Pictures zamierza zrealizować szósty film z serii Mission: Impossible z Tomem Cruise’em w roli głównej. Aktor potwierdził to 28 lipca 2015 w programie The Daily Show i ujawnił, że zdjęcia do niego rozpoczną się latem 2016. W listopadzie 2015 wytwórnia Paramount Pictures ogłosiła, że scenarzystą zostanie Christopher McQuarrie, który odpowiadał za poprzednią część cyklu. 30 listopada 2015 McQuarrie potwierdził, że będzie odpowiadał także za reżyserię i produkcję.
W połowie sierpnia 2016 „The Hollywood Reporter” poinformował, że wytwórnia wstrzymała preprodukcję filmu z powodu sporu o wynagrodzenie między studiem a Cruise’em, który chciał otrzymać gażę równą lub większą od tej, jaką otrzymał od Universal Studios za film Mumia. Miesiąc później serwis ogłosił, że spór został rozwiązany i produkcja rozpocznie się wiosną 2017. Z udziału w filmie zrezygnował Jeremy Renner, wcielający się w postać Williama Brandta w Ghost Protocol i Rogue Nation, z uwagi na zobowiązania przy filmie Avengers: Wojna bez granic.
Zdjęcia do filmu rozpoczęły się 8 kwietnia 2017. Kręcono je w Paryżu, Londynie, Abu Zabi, Nowej Zelandii i Norwegii. W sierpniu 2017 Cruise podczas nagrywania jednej ze scen doznał urazu kolana. Z tego powodu studio przerwało produkcję na dziewięć tygodni i wydało oświadczenie, że data premiery pozostanie niezmieniona. Zdjęcia wznowiono na początku października 2017 i zakończono je 25 marca 2018 w Zjednoczonych Emiratach Arabskich.

## Odbiór

### Box office
Budżet filmu wyniósł 178 milionów dolarów. W Stanach Zjednoczonych i Kanadzie film zarobił ponad 220 mln USD. W innych krajach zyski wyniosły blisko 571, a łączny zysk 791 milionów dolarów.

### Krytyka w mediach
Film spotkał się z dobrą reakcją krytyków. W serwisie Rotten Tomatoes 97% z 403 recenzji jest pozytywne, a średnia ocen wyniosła 8,36/10. Na portalu Metacritic średnia ocen z 60 recenzji wyniosła 86 punktów na 100.